# Premio de Flore
El Premio de Flore (en francés: Prix de Flore) es un premio literario francés  que recibe el nombre del Café de Flore de París, lugar donde se reúne el jurado.

## Historia
Fundado en 1994 por el escritor y crítico Frédéric Beigbeder, el premio distingue todos los años una obra escrita originalmente en francés, que sobresalga por su modernidad y calidad y cuyo autor (del que no importa la nacionalidad) sea joven o de carrera incipiente. El primer escritor de nacionalidad distinta de la francesa en ganar el premio fue el estadounidense Bruce Benderson con sus memorias Autobiographie érotique (2004). 
El premio se concede durante el mes de noviembre en el Café de Flore de París, uno de los lugares históricos de reunión de los intelectuales y artistas franceses desde principios del siglo XX. En 2007 se concedió a Boris Bergmann un premio especial llamado Premio de Flore du Lycéen.
El ganador, además de cierta dotación económica, recibe una copa grabada con su nombre con la que puede beber en el Café (y durante todo un año) todo el vino blanco pouilly-fumé que desee.
Entre los ganadores del premio de Flore se encuentran autores como Michel Houellebecq, Virginie Despentes, Amélie Nothomb, Tristan Garcia o Abdelá Taia.